# Богадельня при Знаменском соборе (Великий Новгород)
Богадельня при Знаменском соборе (Западный корпус, корпус келий) — памятник архитектуры. Расположен в Великом Новгороде, современный адрес дома — Ильина улица, 26, 20.
В начале XVIII века на этом месте был по инициативе митрополита Иова построен корпус с иной пространственной ориентацией. Старое здание было разобрано при строительстве сохранившегося до сих пор, строительство шло в 1809 году по проекту И. Дмитрова в два этапа, сначала была построена южная и западная части, потом — северная. При строительстве уровень карниза стал ниже, чем было спроектировано, так как не был выложен верхний фриз из филёнок, углы здания скруглены. Изначально здание было рассчитано на 50 человек, в проекте не было северного корпуса.
У одноэтажного каменного здания П-образный план, вальмовая кровля, с юга оно примыкает к колокольне Знаменского собора, а с севера — к Святым воротам. Углы оформлены рустованными лопатками, также лопатки делят фасады на прясла. Окна прямоугольные, размещены в нишах, над окнами, под ними и в карнизе сделаны пояса из прямоугольных филёнок. В центре западного ризалита сделан двойной ризалит и треугольный фронтон. Между первой и второй креповками простенки декорированы дощатым рустом. Внутренние перекрытия плоские, с падугами.
Здание перестраивали, изменяя его планировку и заложив часть окон. Фронтоны над ризалитами, кроме одного, были разобраны, часть декора была утрачена.
После войны прошёл ремонт здания с перепланировкой, хотя оно и не пострадало. К 1980-м годам здание было в аварийном состоянии, кровля протекала, западная стена дала крен, сгнила деревянная обрешётка, по стенам шли трещины, кладка цоколя разрушалась. Проект реставрации был разработан в 1982 году институтом «Спецпроектреставрация», по ошибке было решено соблюсти исходный проектный чертёж и надстроить никогда не существовавший до этого карниз на северной и западной части, из-за чего уровень западной и южной кровли стал разным. Реставрация была начата в 1991 году, выполнялась разными подрядчиками. Здание стал использовать Археологический центр Новгородского музея-заповедника.